# Citronmåler
Citronmåleren (Opisthograptis luteolata) er en sommerfugl i målerfamilien. Den er almindelig i det meste af Danmark. Om foråret kan den ses om formiddagen, men ellers flyver den mest om natten.

## Udseende
Citronmåleren er nem at kende på sin kraftige gule farve og de brunlige og orange småpletter på forvingerne. Den kan minde lidt om en citronsommerfugl, der dog er noget større, men de to arter er sjældent fremme på samme tidspunkt på dagen. Citronmålerens vingefang er 26-44 mm. 

## Livscyklus
Citronmåleren har tit to generationer i løbet af en sommer. Første generation kommer frem omkring maj og juni, mens anden generation kommer frem i perioden august – oktober.

## Foderplanter
Hvidtjørn, slåen, røn, frugttræer, pil, bøg, hassel, eg. Den voksne citronmåler holder af syrener.